# Erythroneura rosa
Erythroneura rosa är en insektsart som beskrevs av Robinson 1924. Erythroneura rosa ingår i släktet Erythroneura och familjen dvärgstritar. Inga underarter finns listade i Catalogue of Life.